# Rushville (Misuri)
Rushville es un pueblo ubicado en el condado de Buchanan en el estado estadounidense de Misuri. En el Censo de 2010 tenía una población de 303 habitantes y una densidad poblacional de 460,59 personas por km².

## Geografía
Rushville se encuentra ubicado en las coordenadas 39°35′16″N 95°1′22″O / 39.58778, -95.02278. Según la Oficina del Censo de los Estados Unidos, Rushville tiene una superficie total de 0.66 km², de la cual 0.66 km² corresponden a tierra firme y (0%) 0 km² es agua.

## Demografía
Según el censo de 2010, había 303 personas residiendo en Rushville. La densidad de población era de 460,59 hab./km². De los 303 habitantes, Rushville estaba compuesto por el 99.34% blancos, el 0% eran afroamericanos, el 0% eran amerindios, el 0% eran asiáticos, el 0% eran isleños del Pacífico, el 0.66% eran de otras razas y el 0% pertenecían a dos o más razas. Del total de la población el 0.66% eran hispanos o latinos de cualquier raza.